# Florentino Zabalza Iturri
Florentino Zabalza Iturri (Bigüézal, 16 ottobre 1924 – Madrid, 12 settembre 2000) è stato un vescovo cattolico spagnolo.

## Biografia
Florentino Zabalza Iturri nacque il 16 ottobre 1924 a Bigüézal, località nel comune di Romanzado nella Navarra, in una devota famiglia cattolica con nove figli; anche due suoi fratelli scelsero la vita religiosa.
Iniziò il percorso di studi religiosi entrando nel Colégio Apostólico San José di Artieda, gestito dagli agostiniani recolletti e successivamente, maturata la vocazione alla vita consacrata, entrò nel Convento de Nuestra Señora de Valentuñana di Sos del Rey Católico.
Entrò nel noviziato il 7 ottobre 1939 ed emise i voti il 21 ottobre 1940. Dopo aver terminato gli studi di filosofia nel 1943, fu inviato in Colombia per gli studi di teologia. Emise la professione solenne il 22 ottobre 1945 a Bogotà. Fu ordinato diacono il 1º aprile 1945 dal vescovo Emilio de Brigard Ortiz e presbitero il 20 luglio 1947 dal vescovo Nicasio Balisa y Melero.
Dopo l'ordinazione sacerdotale, lavorò principalmente come insegnante di teologia e materie umanistiche presso diversi istituti a Manizales, a San Andrés de Tumaco e a Palmira. Dedicò anche molto impegno alla ristrutturazione degli edifici del suo ordine. Nel 1961 venne fondata la nuova provincia agostiniana Nuestra Señora de la Candelaria, dove poi fu assegnato nel 1964. Svolse il suo servizio pastorale a Cali. Infine nel 1970 si offrì volontario come missionario a Lábrea.
Il 7 giugno 1971 papa Paolo VI lo nominò prelato di Lábrea, assegnandogli la sede titolare di Scebaziana, titolo che mantenne fino al 26 maggio 1978. Ricevette l'ordinazione episcopale il 28 agosto successivo, nella chiesa di San Giuseppe a Ribeirão Preto, per imposizione delle mani dell'arcivescovo Bernardo José Bueno Miele. 
Durante gli anni del suo ministero si dedicò con passione alla cura pastorale delle popolazioni indigene dell'Amazzonia, attuando le riforme proposte dal Concilio Vaticano II, affinché il messaggio evangelico fosse diffuso nei luoghi più remoti e isolati della regione e vissuto nella concreta quotidianità.
Governò la prelatura per 22 anni e mezzo, rassegnando le proprie dimissioni il 12 gennaio 1994 a causa di un progressivo declino fisico dovuto al difficile clima tropicale.
Tornato in Spagna, morì a Madrid il 12 settembre 2000, un mese prima di compiere 76 anni.

## Genealogia episcopale
La genealogia episcopale è:
- Cardinale Scipione Rebiba
- Cardinale Giulio Antonio Santori
- Cardinale Girolamo Bernerio, O.P.
- Arcivescovo Galeazzo Sanvitale
- Cardinale Ludovico Ludovisi
- Cardinale Luigi Caetani
- Cardinale Ulderico Carpegna
- Cardinale Paluzzo Paluzzi Altieri degli Albertoni
- Papa Benedetto XIII
- Papa Benedetto XIV
- Papa Clemente XIII
- Cardinale Bernardino Giraud
- Cardinale Alessandro Mattei
- Cardinale Pietro Francesco Galleffi
- Cardinale Giacomo Filippo Fransoni
- Cardinale Carlo Sacconi
- Cardinale Edward Henry Howard
- Cardinale Mariano Rampolla del Tindaro
- Cardinale Rafael Merry del Val
- Arcivescovo Duarte Leopoldo e Silva
- Arcivescovo Paulo de Tarso Campos
- Arcivescovo Bernardo José Bueno Miele
- Vescovo Florentino Zabalza Iturri, O.A.R.